# Боделе
Боделе — обширна западина в східній частині Сахари, з півночі облямована нагір'ями Тібесті й Еннеді. Западина розташована в провінції Борку, будучи найнижчою точкою Чаду, з висотою над рівнем моря в 155 м.
Боделе являє собою залишок існуючого в голоцені великого озера, площею близько 400 тис. км², частиною якого був Чад. Станом на 2010 роки лише в період найвищого рівня Чад скидає воду в Боделе через русло Бахр-ель-Газаль, утворюючи невелику водойму, що швидко висихає. В інший час існує підземний стік, що не доходить до западини. Опади з дна колишнього озера постійно піднімаються в повітря під час пилових бур, що трапляються до 100 днів на рік. Бурі досягають Південної Америки.

## Галерея

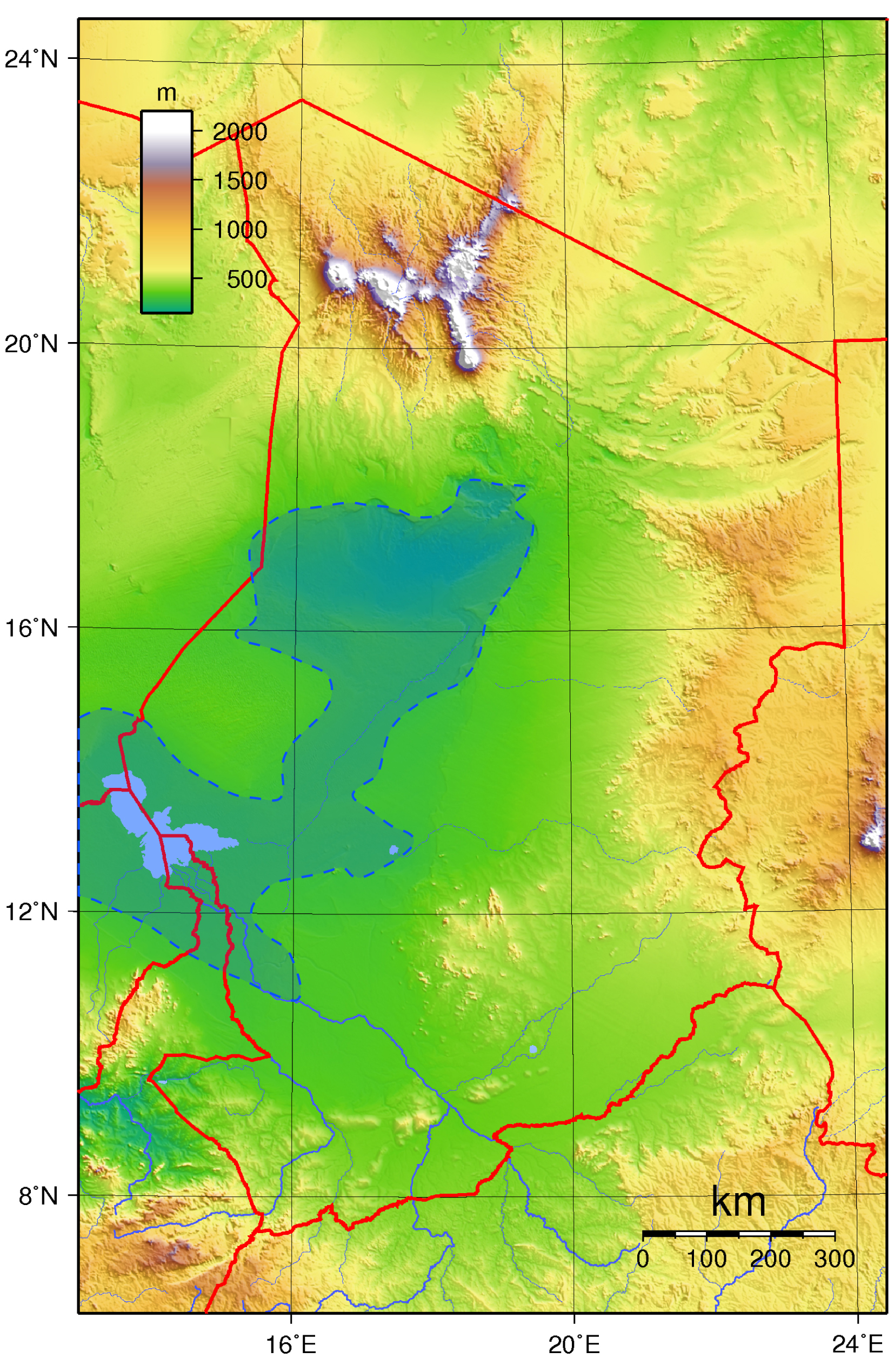
«Великий Чад», озеро в період максимального поширення, голоцен. Боделе була найбільш глибокою його частиною.